# Corporation Service Company
Pour les articles homonymes, voir CSC.
Corporation Service Company (CSC) est un prestataire majeur au niveau international dans les domaines des services aux entreprises, juridiques et financiers basée à Wilmington dans le Delaware.

## Histoire
En décembre 2021, Corporate Services Company annonce l'acquisition d'Interstrust, une entreprise néerlandaise, pour 1,8 milliard d'euros.